# ویلیام کیلی
ویلیام کیلی (انگلیسی: William Keighley؛ ۴ اوت ۱۸۸۹ – ۲۴ ژوئن ۱۹۸۴) کارگردان اهل ایالات متحده آمریکا بود. از آثار وی می‌توان به مأموران اف‌بی‌آی اشاره کرد.